# Себастьян Брендель
Себастьян Брендель  (нім. Sebastian Brendel, 12 березня 1988) — німецький веслувальник, олімпійський чемпіон, багаторазовий чемпіон світу та Європи.

## Виступи на Олімпіадах
| Олімпіада           | Дисципліна                  | Місце |
| ------------------- | --------------------------- | ----- |
| Лондон 2012         | каное-одиночка, 1000 метрів | 1     |
| Ріо-де-Жанейро 2016 | каное-одиночки, 1000 метрів | 1     |
| Ріо-де-Жанейро 2016 | каное-двійки, 1000 метрів   | 1     |
| Токіо 2020          | каное-одиночки, 1000 метрів | 10    |
| Токіо 2020          | каное-двійки, 1000 метрів   | 3     |
| Париж 2024          | каное-одиночки, 1000 метрів | 8     |

## Зовнішні посилання
- Себастьян Брендель на сайті International Canoe Federation (англійська)
- Себастьян Брендель на сайті Olympics.com (англійська)
- Себастьян Брендель на сайті Olympedia (англійська)
- Себастьян Брендель на сайті German Olympic Committee (німецька)